# Slash
Slash, właśc. Saul Hudson (ur. 23 lipca 1965 w Stoke-on-Trent) – brytyjsko-amerykański gitarzysta rockowy. 
Zasłynął przede wszystkim z występów z zespołem Guns N’ Roses, którego był członkiem w latach 1985–1996 oraz w którym ponownie gra od 2016. W latach 2003–2008 był gitarzystą formacji Velvet Revolver. Współpracował także z Michaelem Jacksonem, z którym stworzył utwory: „Black or White”, „Give In to Me”, „D.S.”, „Privacy” oraz „Morphine”. Jak sam przyznaje, duży wpływ na jego grę na gitarze mieli Jimi Hendrix i Tony Iommi.
W 2004 został sklasyfikowany na 15. miejscu listy 100 najlepszych gitarzystów heavymetalowych wszech czasów według czasopisma „Guitar World”.

## Życiorys

### Wczesne lata
Saul Hudson urodził się 23 lipca 1965 w Stoke-on-Trent w angielskim hrabstwie Staffordshire (według niektórych źródeł jego miejscem urodzenia jest Londyn). Swoje imię otrzymał po artyście grafiku i karykaturzyście pochodzenia rumuńsko-żydowskiego Saulu Steinbergu. Jego matka, Ola Jorjan Hudson (z domu Oliver; ur. 1946, zm. 2009 na raka płuc), była afrykańsko-amerykańską projektantką mody, która miała na koncie zaprojektowanie scenicznych kostiumów dla Diany Ross, The Pointer Sisters, Steviego Wondera, Janet Jackson, Johna Lennona i Davida Bowiego, a ojciec, Charles Anthony Hudson, był angielskim artystą specjalizującym się w projektowaniu okładek albumów muzycznych – stworzył okładki m.in. dla takich muzyków jak Neil Young czy Joni Mitchell. Ma brata Albiona, zwanego „Ashem”.
Gdy miał 11 lat, jego rodzice się rozstali. Początkowo mieszkał z ojcem w Laurel Canyon. Następnie przeniósł się z matką do Los Angeles, podczas gdy jego ojciec pozostał w Anglii. Dorastał w zamożnym, artystycznym domu, w którym częstymi gośćmi byli przedstawiciele rockowej bohemy, m.in. David Bowie, David Geffen, Iggy Pop i Ronnie Wood. W szkole natomiast był samotnikiem i outsiderem. W wieku 15 lat dostał od babci ze strony matki hiszpańską gitarę z tylko jedną struną. Grę na niej ćwiczył nawet przez 12 godzin dziennie. Jak sam wspominał, gdy zaczął na niej grać, ujawniła się „wybuchowa i progresywna” część jego osobowości, o której istnieniu dotychczas nie wiedział. Wówczas też zyskał swój pseudonim – „Slash”, nadany mu przez aktora Seymoura Cassela, z którego dziećmi się przyjaźnił. Genezę pseudonimu Hudson wyjaśniał następująco: „[Cassel] nazywał mnie Slashem, bo byłem ambitnym, początkującym gitarzystą, zawsze zajętym, nigdy nie mającym wolnego czasu. Zawsze się spieszyłem, więc zaczął mnie nazywać w ten sposób i tak już zostało”.

### Kariera
Jednym z pierwszych utworów, które zagrał, był „Smoke on the Water” zespołu Deep Purple. Duży wpływ na muzykę Slasha mieli tacy wykonawcy jak: Bob Dylan, The Kinks, Led Zeppelin, The Rolling Stones, Jimi Hendrix, Jeff Beck, Neil Young i Aerosmith. Jego ulubionym albumem był Rocks zespołu Aerosmith. Mając obsesję na punkcie nauki gry na gitarze, opuszczał lekcje w szkole Beverly Hills High School, a w końcu porzucił szkołę, nie kończąc 11. klasy. Niedługo później z perkusistą Stevenem Adlerem założył zespół Road Crew.
Wiosną 1985 wraz z Adlerem został zaproszony przez Axla Rose’a do grania w nowo utworzonym zespole Guns N’ Roses. Gra w zespole przyniosła mu największą popularność. Razem z grupą nagrał wiele dobrze przyjętych albumów (m.in. Appetite for Destruction, G N’ R Lies, Use Your Illusion I i Use Your Illusion II) oraz utworów (np. „November Rain” czy „Welcome to the Jungle”). Grając w zespole, stworzył na swoim Gibsonie Les Paul charakterystyczne hardrockowe riffy, które słychać w przebojach „Paradise City” i „Sweet Child O’ Mine”.
W latach 1989–1991, tj. w przerwie między pierwszą a drugą światową trasą koncertową z Guns N’ Roses, nasiliły się jego problemy z nadużywaniem narkotyków, szczególnie heroiny i kokainy.
W 1994 założył formację Slash’s Snakepit, a po jej rozpadzie w 1995 kolejny zespół: Slash’s Blues Ball. W październiku 1996 rozstał się z Guns N’ Roses. W 1998 reaktywował Slash’s Snakepit i grał w nim do 2001.

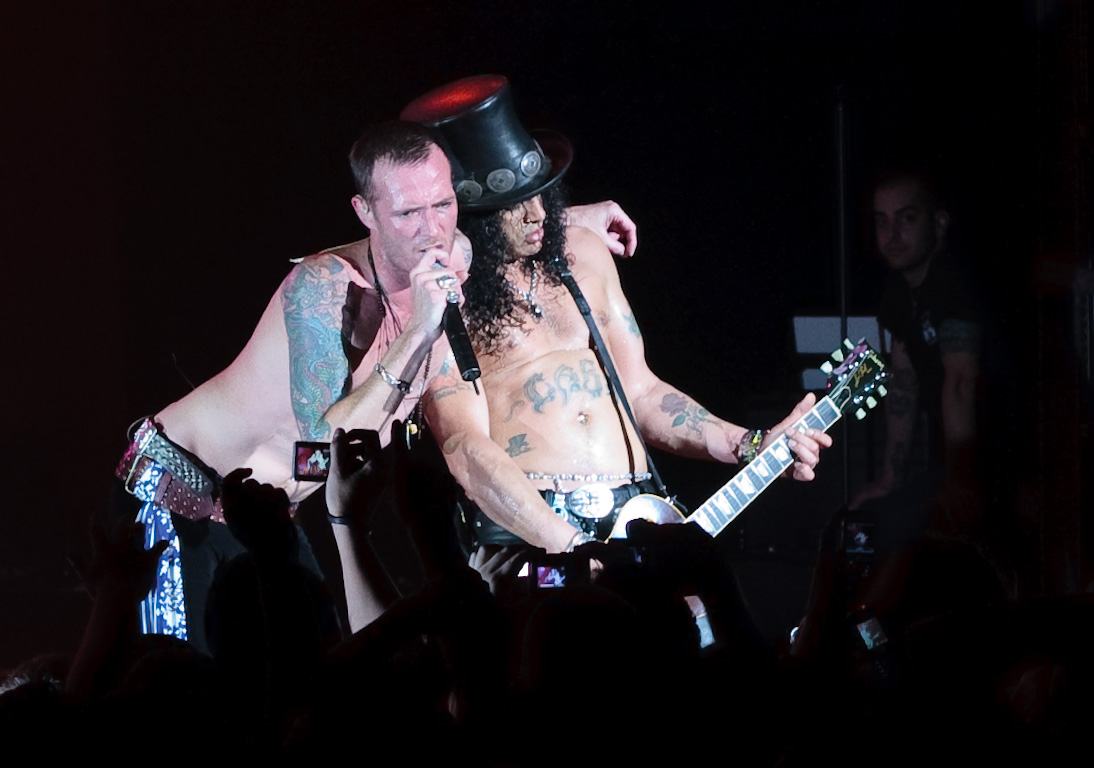
Slash i Scott Weiland podczas koncertu Velvet Revolver w Londynie w 2007

W 2002 założył zespół Velvet Revolver, który współtworzyli z nim: Matt Sorum (były perkusista Guns N’ Roses), Duff McKagan (były basista Guns N’ Roses) i Dave Kushner (były gitarzysta Wasted Youth).
W 2002 zajął czwarte miejsce w zestawieniu 100 najlepszych gitarzystów (Top 100 Guitarists), które sporządziła redakcja czasopisma „Total Guitar”; ustąpił tylko Jimiemu Hendriksowi, Jimmy’emu Page’owi i Ericowi Claptonowi.
Jesienią 2007 wydał książkę autobiograficzną pt. „Slash”. W kwietniu 2010 nakładem EMI Label Services i Roadrunner Records wydał solowy album, zatytułowany po prostu Slash. Gościnnie w nagraniach płyty wzięli udział: Ian Astbury, Chris Cornell, Rocco DeLuca, Fergie, Dave Grohl, Myles Kennedy, Kid Rock, Lemmy Kilmister, Adam Levine, Steven Adler, Duff McKagan, Izzy Stradlin, M. Shadows, Ozzy Osbourne, Iggy Pop, Nick Oliveri oraz Andrew Stockdale. Album dotarł do trzeciego miejsca na liście Billboard 200.
W maju 2012 wydał nakładem wytwórni Dik Hayd International drugi solowy album pt. Apocalyptic Love, który nagrał z Mylesem Kennedym i grupą The Conspirators. Album został pozytywnie oceniony przez krytyków i dziennikarzy. 13 lutego 2013 z zespołem The Conspirators zagrał koncert w katowickim Spodku. We wrześniu 2014 wydał trzeci album pt. World on Fire, kolejny nagrany we współpracy z Kennedym i The Conspirators. Płyta zebrała stosunkowo dobre opinie.
W 2016 oficjalnie powrócił do Guns N’ Roses wraz z basistą Duffem McKaganem. Pierwszy wspólny (niezapowiedziany) występ „nowego składu” odbył się 1 kwietnia tego samego roku, podczas którego Axl Rose upadł i złamał nogę.
We wrześniu 2018 Hudson, Myles i Conspirators wydali album pt. Living The Dream. Wydawcą albumu jest własna wytwórnia Slasha – Snakepit Records.
20 października 2021 zaprezentował solowy singiel „The River Is Rising”, którym zapowiadał nową płytę. 11 lutego 2022 wydał solowy album pt. 4, który nagrał z Mylesem Kennedym i The Conspirators. Krążek został wydany nakładem nowej wytwórni Gibson Records. Album był nagrany w studiu Nashville, a jego producentem jest Dave Cobb.

## Życie prywatne

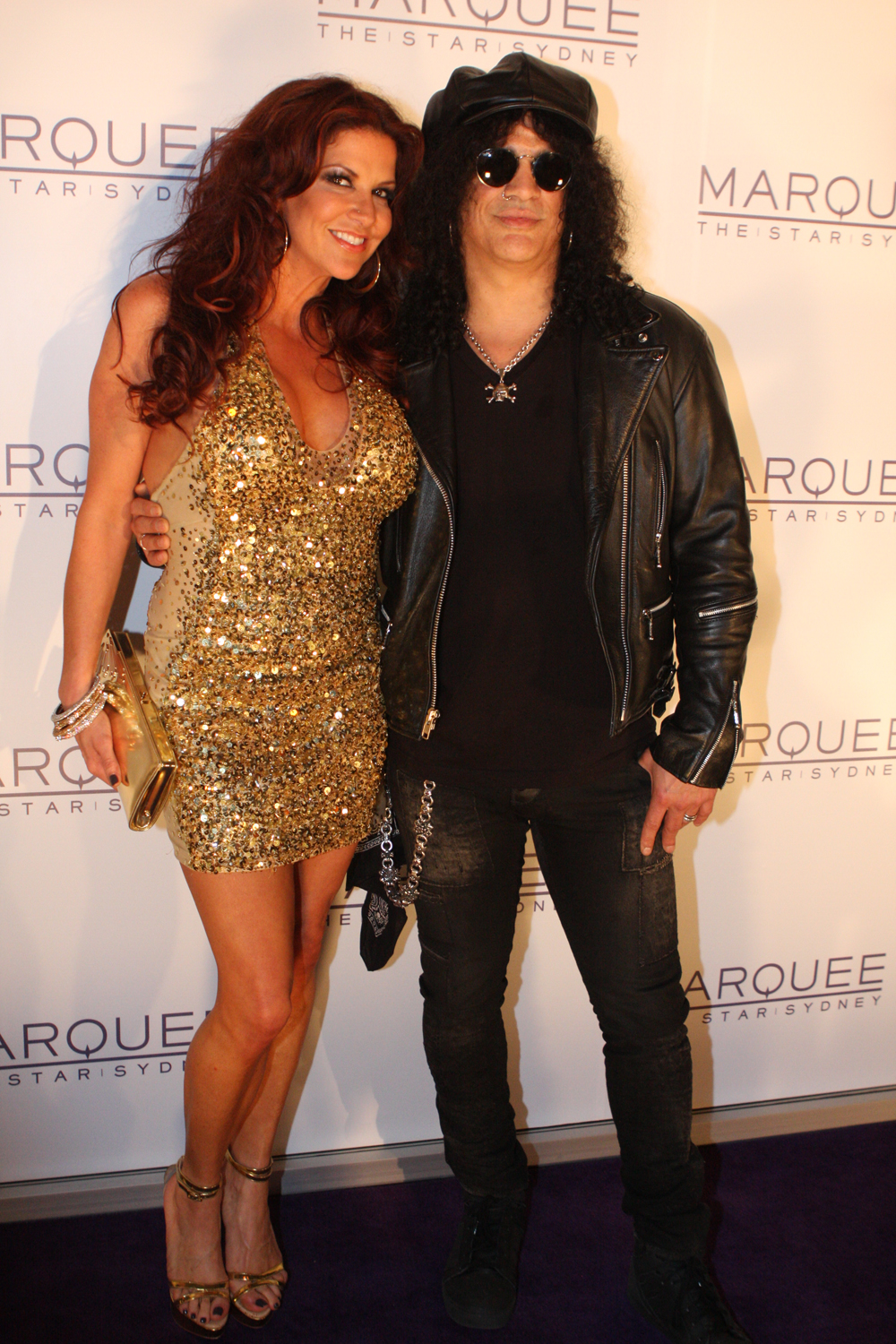
Slash i Perla Ferrar-Hudson (2012)

Romansował z aktorkami porno – Christy Canyon i Savannah, a także Pamelą Anderson i Bobbie Brown. Spotykał się z Melissą Fisher (1978), Pamelą Manning (1983), Michelle Young (1984), Monique Lewis (1985), Sally McLaughlin (1987-88), Sandrą Scream (1987), Lois Ayres (1987), Traci Lords (1989) i Meegan Hodges (1989). W styczniu 1990 poznał Renee Suran, którą poślubił 10 października 1992 w Marina del Rey w Kalifornii. W październiku 1997 para wzięła rozwód. W 1996 spotykał się z Angelą Jones. W październiku 1997 związał się z Perlą Ferrar, którą poślubił 15 października 2001 na Hawajach. Mają dwóch synów – Londona Emilio (ur. 28 sierpnia 2002) i Casha Anthony’ego (ur. 23 czerwca 2004). Od października 2014 małżeństwo pozostawało w separacji, a w 2018 wzięło rozwód; wynikiem zakończenia małżeństwa było przejęcie połowy majątku Slasha przez byłą żonę, co jest wynikiem niepodpisanej wcześniej intercyzy.
W 2008 wziął udział w kampanii społecznej sprzeciwiającej się wprowadzeniu w amerykańskim stanie Kalifornia poprawki legislacyjnej zamykającej drogę parom jednopłciowym do zawierania małżeństw (tzw. Propozycja 8).

## Publikacje
- Slash, 2008, It Books, ISBN 978-0-06-135143-3.

## Instrumentarium
| Zespół Slasha |
| --- |
| Ostatni skład zespołu - Slash – gitara, wokal wspierający (2009–2015) - Myles Kennedy – gitara, wokal prowadzący (2010–2015) - Todd Kerns – gitara basowa, wokal wspierający (2010–2015) - Brent Fitz – perkusja, wokal wspierający (2010–2015) Byli członkowie zespołu - Lenny Castro – instrumenty perkusyjne (2009–2010) - Chris Chaney – gitara basowa (2009–2010) - Josh Freese – perkusja (2009–2010) Muzycy koncertowi - Bobby Schneck – gitara, wokal wspierający (2010–2011) - Frank Sidoris – gitara, wokal wspierający (2012–2015) - Tony Montana – gitara basowa, wokal wspierający (2010) |

Gitary
- Gibson Les Paul Slash Custom Shop model
- Gibson 1987 Les Paul Standard
- Gibson 1958 Les Paul replika autorstwa Kris Derriga
- Gibson 1959 Les Paul replika autorstwa Kris Derriga
- Gibson 1957-58-59-60 Les Paul Reissue
- Gibson 2004 Signature
- Gibson 1963 & 1965 Melody Makers
- Gibson 1960s SG
- Gibson EDS-1275
- Gibson 1959 Flying V
- Gibson 1958 Explorer
- Gibson ES-335
- Gibson Firebird VII
- Gibson 2007 Classic Custom
- Gibson J-100
- Gibson Les Paul 1960 reissue
- Gibson Les Paul Slash Custom Shop model
- Gibson Les Paul junior
- Gibson SG Double Neck
- Fender Squier
- Fender 1952 Telecaster
- Fender 1956 Stratocaster
- Fender 1965 Stratocaster
- Fender 2006 JazzMaster
- Ernie Ball/Music man Silhouette
- Guild 1999 Crossroads Doubleneck („Godzilla”)
- Guild 12-string Acoustic Guitar
- B.C. Rich Mockingbird
- B.C. Rich 10-string Rich Bich
- B.C. Rich Warlock
- Martin D-28 Acoustic Guitar
- Ramirez Classical guitar
- Travis Bean Electric
- First Act 2006 GarageMaster
- Gretsch 6120 Brian Setzer model
- Rickenbacker 12-string

Wzmacniacze i kolumny głośnikowe
- Marshall Vintage 1960's Marshall 1959
- Marshall 2555SL Signature Head/EL-34 tubes
- Marshall JCM-800 2203 Head/6550 tubes
- Marshall JCM 2555 Silver Jubilee
- Marshall 50W Plexi model 1987 (1973)
- Marshall Vintage Modern 2466/KT-66 tubes
- Marshall 1960BV 4x12 Cabinet
- 60 Watt Celestion „Vintage 30" Speakers
- Marshall 1960BX 4x12 Cabinet
- 25 Watt Celestion „Greenback” Speakers
- Marshall AFD100

Efekty gitarowe
- Dunlop Rack Mounted Crybaby
- Rocktron Hush II CX
- DBX 166 Compressor
- Yamaha SPX 900 Multieffect
- Boss DD-5 Delay
- MXR 10-band graphic EQ
- Dunlop Heil Talkbox
- Boss GE-7 (do gry solowej)
- Digital Music Corp Ground Control Switcher
- Whirlwind Multi-Selector Four channel selector
- Axess Electronics RXI Switcher / router
- Boss OC-2 Octave
- Line 6 mod Pro Studio Modeler
- Line 6 Echo Pro Studio Modeler
- Ebtech Hum Eliminator
- Furman Power Conditioner
- Peterson 490 Strobe Tuner
- Korg DTR-1 Rack Tuner
- Lectrosonics R400 wireless receivers
- Yamaha 1500 digital delay
- Tycobrahe Octavia
- Ampeg SVT tube DI
- MXR Blue Box
- Dunlop Crybaby Slash Wah SW-95
- Dunlop Crybaby Q Wah 95Q and Q-Zone
- MXR Boost/Overdrive MC-402 (do gry solowej)
- Chicago Iron Octavian
- Dean Markley Voice Box

Inne
- Ernie Ball Slinky Coated titanium R.P.S Strings 11-48
- przetworniki Seymour Duncan APH-1 Alnico II Pro
- Vintage Gibson PAF pickups
- Dunlop Purple Tortex Guitar Picks (1.14 mm)
- Shure Wireless Guitar Kit
- CAE custom switcher/router
- Nady 950-GT Wireless Guitar System (używany w Guns N’ Roses)
- Monster cables

## Dyskografia

### Albumy solowe
| Tytuł                                                           | Dane dot. albumu                                           | Pozycja na liście | Pozycja na liście | Pozycja na liście | Pozycja na liście | Pozycja na liście | Pozycja na liście | Pozycja na liście | Pozycja na liście | Pozycja na liście | Pozycja na liście | Pozycja na liście | Certyfikat                               |
| Tytuł                                                           | Dane dot. albumu                                           | USA               | AUS               | CAN               | NOR               | AUT               | NZL               | CHE               | SWE               | UK                | DEU               | POL               | Certyfikat                               |
| --------------------------------------------------------------- | ---------------------------------------------------------- | ----------------- | ----------------- | ----------------- | ----------------- | ----------------- | ----------------- | ----------------- | ----------------- | ----------------- | ----------------- | ----------------- | ---------------------------------------- |
| Slash                                                           | - Data: 31 marca 2010 - Wydawca: EMI                       | 3                 | 3                 | 1                 | 4                 | 1                 | 1                 | 3                 | 1                 | 17                | 4                 | 11                | - CAN: platynowa płyta - UK: złota płyta |
| Apocalyptic Love (Slash feat. Myles Kennedy & the Conspirators) | - Data: 22 maja 2012 - Wydawca: Dik Hayd International     | 4                 | 2                 | 2                 | 15                | 3                 | 1                 | 3                 | 4                 | 27                | 5                 | 5                 | - POL: złota płyta                       |
| World on Fire (Slash feat. Myles Kennedy & the Conspirators)    | - Data: 15 września 2014 - Wydawca: Dik Hayd International | 10                | 2                 | 4                 | 13                | 5                 | 4                 | 1                 | 1                 | 7                 | 2                 | 4                 |                                          |
| 4 (Slash feat. Myles Kennedy & the Conspirators)                | - Data: 11 lutego 2022 - Wydawca: Gibson Records           | 93                | 2                 | 67                |                   | 4                 | 20                | 2                 | 9                 | 5                 | 4                 | 8                 |                                          |
| „–” album nie był notowany.                                     |                                                            |                   |                   |                   |                   |                   |                   |                   |                   |                   |                   |                   |                                          |

### Albumy koncertowe
| Live in Manchester          | - Data: 3 lipca 2010 - Wydawca: EMI                           | –   | –  | –  | –  |
| Made In Stoke 24/7/11       | - Data: 14 listopada 2011 - Wydawca: Eagle Rock Entertainment | 194 | 74 | 80 | 40 |
| „–” album nie był notowany. |                                                               |     |    |    |    |

### Single
| Tytuł                                | Rok  | Pozycja na liście | Pozycja na liście | Certyfikat         | Album   |
| Tytuł                                | Rok  | USA               | AUS               | Certyfikat         | Album   |
| ------------------------------------ | ---- | ----------------- | ----------------- | ------------------ | ------- |
| „Rockstar 101” (Rihanna feat. Slash) | 2010 | 64                | 24                | - USA: złota płyta | Rated R |

### Inne
| Album                                    | Rok  | Uwagi                                                                     | Źródło        |
| ---------------------------------------- | ---- | ------------------------------------------------------------------------- | ------------- |
| Guns N’ Roses – Appetite for Destruction | 1987 | członek zespołu, gitara elektryczna, gitara slide                         | [ 59 ]        |
| Guns N’ Roses – G N’ R Lies              | 1988 | członek zespołu, gitara elektryczna, gitara akustyczna, wokal wspierający | [ 60 ]        |
| Guns N’ Roses – Use Your Illusion I & II | 1991 | członek zespołu, gitara elektryczna, gitara akustyczna, gitara dobro      | [ 61 ] [ 62 ] |
| Motörhead – March ör Die                 | 1992 | gościnnie gitara w utworach „I Ain’t No Nice Guy” i „You Better Run”      | [ 63 ]        |
| Guns N’ Roses – The Spaghetti Incident?  | 1993 | członek zespołu, gitara elektryczna, wokal prowadzący, wokal wspierający  | [ 64 ]        |
| Doro – Calling the Wild                  | 2000 | gościnnie gitara w utworze „Now or Never (Hope in the Darkest Hour)”      | [ 65 ]        |
| Derek Sherinian – Blood of the Snake     | 2006 | gościnnie gitara w utworze „In the Summertime”                            | [ 66 ]        |
| Rihanna – Rated R                        | 2009 | gościnnie gitara w utworze „Rockstar 101”                                 | [ 67 ]        |

## Filmografia
| Rok  | Tytuł                                                            | Rola                 | Reżyser                      |
| ---- | ---------------------------------------------------------------- | -------------------- | ---------------------------- |
| 1986 | Sid i Nancy (Sid and Nancy)                                      | punk                 | Alex Cox                     |
| 1988 | Pula śmierci (The Dead Pool)                                     | muzyk na pogrzebie   | Buddy Van Horn               |
| 1992 | Buffy postrach wampirów (Buffy The Vampire Slayer)               | DJ                   | Fran Rubel Kuzui             |
| 1994 | Opowieści z krypty (Tales from the Crypt)                        | Hank                 | Vincent Spano                |
| 1997 | Części intymne (Private Parts)                                   | w roli samego siebie | Betty Thomas                 |
| 2008 | Anvil: The Story of Anvil (film dokumentalny)                    | w roli samego siebie | Sacha Gervasi                |
| 2009 | Rock Prophecies (film dokumentalny)                              | w roli samego siebie | John Chester                 |
| 2010 | Lemmy (film dokumentalny)                                        | w roli samego siebie | Greg Olliver, Wes Orshoski   |
| 2011 | Cry Baby: The Pedal that Rocks the World (film dokumentalny)     | w roli samego siebie | Max Baloian, Joey Tosi       |
| 2012 | Louder Than Love: The Grande Ballroom Story (film dokumentalny)  | w roli samego siebie | Tony D’Annunzio, Karl Rausch |
| 2014 | Slash: Raised on the Sunset Strip (film dokumentalny)            | w roli samego siebie | Martyn Atkins                |
| 2014 | The Life, Blood and Rhythm of Randy Castillo (film dokumentalny) | w roli samego siebie | Wynn Ponder                  |

## Nagrody i wyróżnienia
| Rok  | Kategoria                    | Tytułem | Nagroda                         | Nota      | Źródło        |
| ---- | ---------------------------- | ------- | ------------------------------- | --------- | ------------- |
| 2006 | Riff Lord                    | Slash   | Metal Hammer Golden Gods Awards | Nominacja | [ 76 ]        |
| 2007 | Riff Lord                    | Slash   | Metal Hammer Golden Gods Awards | Laur      | [ 77 ]        |
| 2008 | Riff Lord                    | Slash   | Metal Hammer Golden Gods Awards | Nominacja | [ 78 ]        |
| 2010 | Riff Lord                    | Slash   | Metal Hammer Golden Gods Awards | Nominacja | [ 79 ]        |
| 2010 | Hard Rock Ambassador of Rock | Slash   | 2 Silver Clef Awards            | Laur      | [ 80 ]        |
| 2010 | Best Guitarist               | Slash   | Revolver Golden Gods Awards     | Nominacja | [ 81 ] [ 82 ] |
| 2012 | Riff Lord                    | Slash   | Revolver Golden Gods Awards     | Laur      | [ 83 ]        |
| 2012 | Icon                         | Slash   | Kerrang! Awards                 | Laur      | [ 84 ]        |